# Château des Tourelles (La Chapelle-Saint-Mesmin)
Pour les articles homonymes, voir château des Tourelles.
Le château des Tourelles, également appelé château de Bellevue est un château français situé à La Chapelle-Saint-Mesmin dans le département du Loiret en région Centre-Val de Loire.

## Géographie
Le château des Tourelles se situe en bordure de l'ancien chemin de halage de la Loire, sur le territoire de la commune de La Chapelle-Saint-Mesmin dans le département du Loiret en région Centre-Val de Loire, dans la région naturelle du Val de Loire, à l'Ouest d'Orléans.

## Histoire

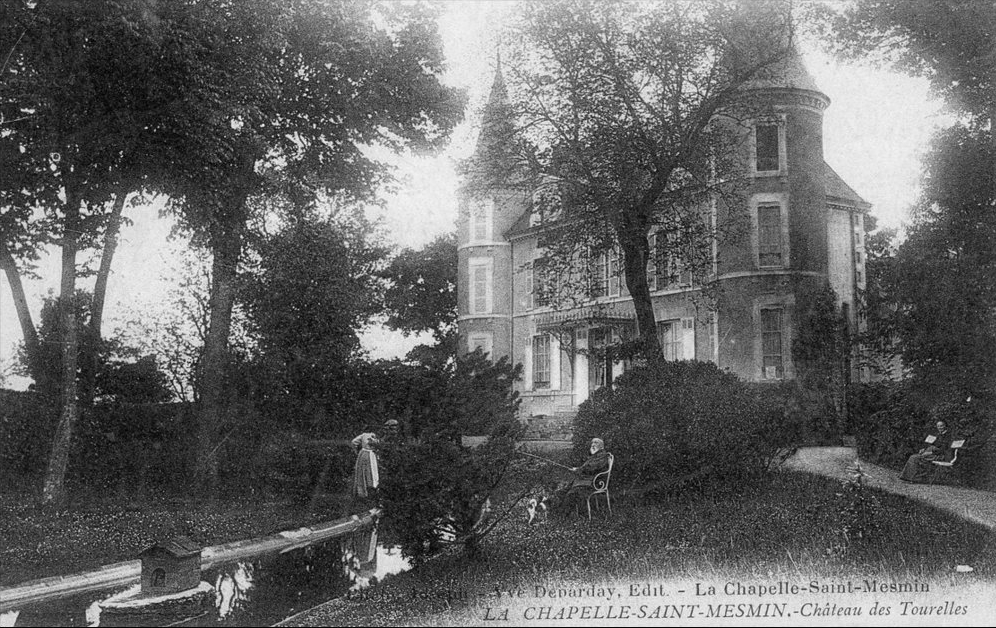
Carte postale ancienne représentant le château des Tourelles

Le château est construit en 1869, à l'emplacement duquel a été découvert en 1862, par Ernest Pillon, un grand nombre de sépultures de squelettes dont chacun portait une médaille de nolage et qui atteste la présence d'une nécropole païenne gallo-romaine. À son emplacement, il existait auparavant un « castel gothique » appartenant à Jean-Claude Benoît du Sablon. La terrasse est réalisée au début du XXe siècle. 
Pendant l'occupation, le commandement militaire allemand stationne au château. 
En 1955, le parc du domaine est morcelé en trois lots sur lesquels sont édifiés trois autres constructions : 
- la résidence des Tourelles composée de deux petits immeubles comptant au total 12 appartements (1963)[4],[5] ;
- la villa Haute-Rive (1959), bâtiment de style suédois ;
- la villa Chantoiseau (1960-1970)[2].

Le château lui-même, vendu par les héritiers de la famille Bournac, est restauré à la fin du XXe siècle-début XXIe siècle. La gloriette, qui dépendait jusqu'en 1963 du château et qui domine l'ancien chemin de halage, se trouve aujourd'hui dans la résidence des Tourelles voisine. Elle a été restaurée en 1990.

### Liste des propriétaires successifs
- Famille Robert de Massy (années 1860)[8] ;
- Famille Houry (vers 1902)[9] ;
- Famille Rousseau (après 1918) ;
- Famille Bournac (années 1940)[2].

### Résidents célèbres
- Paul-Alexandre Robert de Massy (1810-1890), avocat, député, puis sénateur du Loiret sous la IIIe République.

## Description
Le château, vaste demeure de style néo-renaissance flanquée de deux tourelles au nord et au sud, est situé dans un parc d'une étendue d'1 ha.